# حركية ميكايليس ومينتين

رسم بياني يوضح سير الإنزيم

حركية ميكايليس ومينتين (بالإنجليزية: Michaelis–Menten kinetics)‏ عندما تكون التراكيز صغيرة، فأن سرعة رد الفعل تكبر بشكل مئوي (تدريجي).
أما عندما تكون التراكيز كبيرة، فأن سرعة رد الفعل لن تزيد مئويا، وأنما تصل إلى أعلى سرعة (سرعة القمة).